# Fußball-Weltmeisterschaft 1978
Die Endrunde der Fußball-Weltmeisterschaft 1978 (span.: Campeonato Mundial De Futbol) war die elfte Ausspielung dieses bedeutendsten Turniers für Fußball-Nationalmannschaften und fand vom 1. bis zum 25. Juni 1978 in Argentinien statt. Weltmeister wurde Gastgeberland Argentinien im Finale gegen die Niederlande, die somit ihr zweites WM-Finale in Folge verloren.
In Deutschland und Österreich ist diese Weltmeisterschaft auf Grund des Zwischenrundenspiels in Córdoba zwischen den beiden Mannschaften, das Österreich mit 3:2 gewann, in Erinnerung geblieben.

## Vergabe
Argentinien bekam den Zuschlag für die Fußball-WM-Endrunde 1978 auf dem FIFA-Kongress in London am 6. Juli 1966. Gleichzeitig wurde auch die WM 1974 an die Bundesrepublik Deutschland und die WM 1982 an Spanien vergeben.

## Der Gastgeber

### Argentinien unter der Militärdiktatur

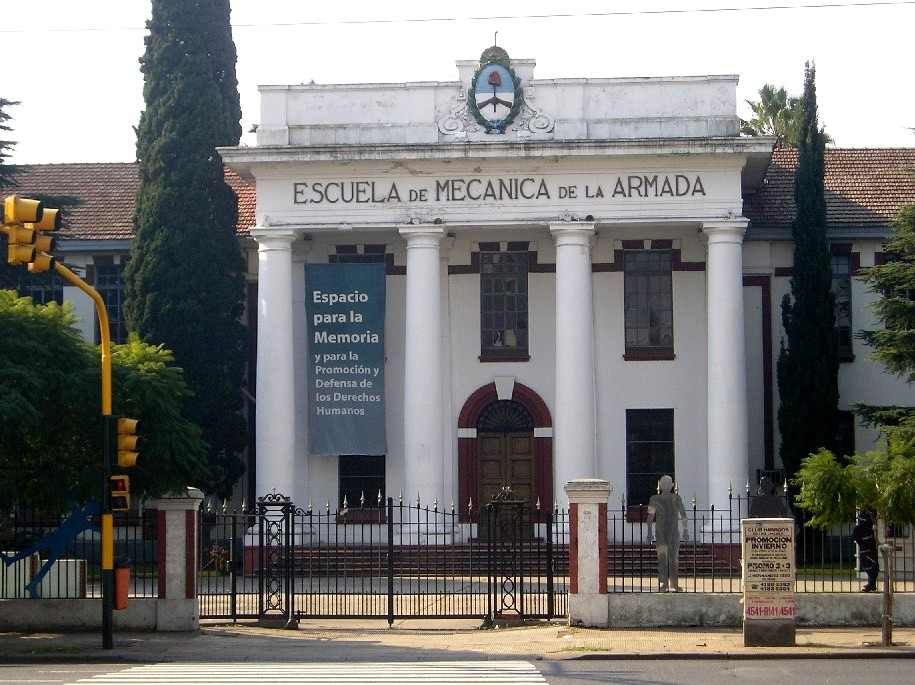
Die Militärakademie ESMA diente der Diktatur als Geheimgefängnis, auch während der WM. Dort wurden insgesamt etwa 4700 Menschen illegal gefangengehalten, gefoltert und bis auf wenige Überlebende ermordet. Sie liegt in der Nähe des River-Plate-Stadions, wo unter anderem das WM-Endspiel stattfand.

Argentinien galt als sehr schwieriger Gastgeber für die Fußball-Weltmeisterschaft, da das Land seit 1976 von einer Militärdiktatur regiert wurde. Folterungen sowie das Verschwindenlassen und Ermorden von vermeintlichen Regimegegnern waren an der Tagesordnung. Heute geht man von bis zu 30.000 Todesopfern aus, von denen die meisten einfach spurlos verschwanden (siehe Desaparecidos). Obwohl das volle Ausmaß dieses im Geheimen ausgeführten Schmutzigen Krieges erst nach dem Ende der Diktatur 1983 bekannt wurde, gab es bereits vor der WM genügend Hinweise auf die gravierenden Menschenrechtsverletzungen. In mehreren europäischen Ländern, so in Frankreich, Schweden und den Niederlanden, wurde sogar breit darüber diskutiert, die WM aus diesem Grunde zu boykottieren, nicht jedoch in Deutschland. Im Vorfeld stand bei der Berichterstattung der politische Aspekt in der Beurteilung des Geschehens oft im Vordergrund. Der Kommentar zur prunkvollen Eröffnungsfeier war dann auch nicht synchron zum Bild, sondern eher politisch geprägt.
Der Fußball-Journalist David Winner schrieb 2008 rückblickend:

„Je mehr man über die WM 1978 in Argentinien erfährt, desto klarer wird: Dieses Turnier hätte niemals stattfinden dürfen. Einer der Gründe ist ein freundlich aussehender Gebäudekomplex (Anm.: die Militärakademie ESMA) am nördlichen Ende der belebten Avenida del Libertador in Buenos Aires. Die Anlage liegt in unmittelbarer Nähe des River-Plate-Stadions, wo viele Spiele der Weltmeisterschaft ausgetragen wurden, unter anderem auch das Finale. (…) Die ESMA wurde zum betriebsamsten der insgesamt 340 Konzentrationslager. Einer der sadistischsten Folterer nannte sich selbst »Menguele«, in Verehrung des berüchtigten Nazi-Arztes Josef Mengele. Die Opfer wurden von Zivilpolizisten gebracht, nachdem sie brutal aus ihren Häusern geschleift worden waren. Unter Folter verrieten sie die Namen ihrer Gefährten, die dann ebenfalls entführt wurden. Bald waren beinahe alle 2000 Mitglieder der beiden stärksten linken Gruppierungen tot. Doch der Terror nahm kein Ende und richtete sich gegen eine immer länger werdende Liste von Gruppen: Gewerkschafter, Studenten, Anwälte, Künstler, Schriftsteller, linksgerichtete Priester, Juden, Psychoanalytiker und Schulkinder. Teilweise wurden ganze Familien ausgelöscht.“

Zweifellos sollte die WM − ähnlich wie vier Jahre später der Falklandkrieg − aus Sicht der argentinischen Machthaber deren Herrschaft im Land stabilisieren. Im Gegensatz zum verlorenen Falkland-Abenteuer ging die Rechnung 1978 auch halbwegs auf, denn Argentinien veranstaltete eine WM ohne gravierende Zwischenfälle, mit Ausnahme der kurzfristig anberaumten, umstrittenen Verschiebung des letzten Zwischengruppenspiels Argentiniens gegen Peru, in dem das nachmittägliche 3:1 der Brasilianer gegen Polen mit einem 6:0 noch mehr als egalisiert wurde. Dadurch zog Argentinien als Zwischenrunden-Gruppensieger ins Finale ein und wurde am Ende Weltmeister. Dass einige argentinische Spieler und namentlich der Trainer César Luis Menotti alles andere als Anhänger der Diktatoren waren, trübte die Freude der Obristen allerdings.

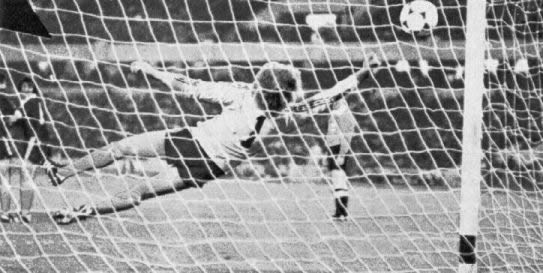
Torstange bei Peru gegen Schottland mit schwarzem Band am unteren Ende

Fälschlicherweise wird oft angenommen, dass die schwarze Bemalung am unteren Rand der Torstangen einen stummen Protest der Stadionmitarbeiter gegen die Militärdiktatur ausdrücken sollte. In Wahrheit jedoch waren bereits 1953 in einem Testspiel gegen England die Pfosten unten schwarz bemalt und dies wurde auch in den kommenden Jahren fortgeführt. Ursprünglich war die schwarze Bemalung als optische Hilfe für die Spieler gedacht, da die Torlinien bereits weiß waren und ebenfalls viel weißes Konfetti von den Fans in den Strafraum geworfen wurde. Im Laufe der Zeit entwickelte es sich jedoch mehr zur Dekoration, die im Jahr 1988 ein Ende fand: Die FIFA erklärte in ihrem Regelbuch, dass alle Pfosten und Querlatten weiß sein müssen.

### Verhalten deutscher Spieler und Funktionäre im Kontext der Argentinischen Militärdiktatur
Während der WM besuchte der ehemalige Fliegeroffizier und nationalsozialistische Propagandist Hans-Ulrich Rudel die deutsche Nationalmannschaft im Trainingsquartier in Ascochinga. Hermann Neuberger, der Präsident des Deutschen Fußball-Bundes, verteidigte den Besuch mit den Worten, eine Kritik an Rudels Erscheinen käme „einer Beleidigung aller deutschen Soldaten gleich“. Die rechtsextreme Presse wie die Deutsche Nationalzeitung begrüßte Neubergers Verhalten und das der Nationalmannschaft. Neuberger rügte die Spieler des Finalteilnehmers und Vize-Weltmeisters Niederlande, da sie dem argentinischen Diktator Videla und den Mitgliedern der Militärjunta den Handschlag verweigerten. Dieses Verhalten, das auch vom nicht berücksichtigten Paul Breitner gefordert wurde, hatte Neuberger zuvor für den Fall der Finalteilnahme den deutschen Spielern untersagt. Nach dem Turnier, in dem er die deutsche Mannschaft als Kapitän anführte, sagte Berti Vogts in Bezug auf die herrschende Militärjunta: „Argentinien ist ein Land, in dem Ordnung herrscht. Ich habe keinen einzigen politischen Gefangenen gesehen.“ Manfred Kaltz vom Hamburger SV sagte laut Medienberichten: „Ich fahr da hin, um Fußball zu spielen, nichts sonst. Belasten tut mich das nicht, dass dort gefoltert wird. Ich habe andere Probleme“.

## Spielorte
Die Spiele der Weltmeisterschaft wurden in sechs Stadien in fünf verschiedenen argentinischen Städten ausgetragen. Mar del Plata war der bislang südlichst gelegene Ort, in dem ein Spiel einer Fußball-Weltmeisterschaft stattfand.
| Stadt         | Stadion                             | Spiele | Kapazität* | Gesamt- zuschauerzahl | Schnitt | Spiel mit den meisten Zuschauern                  | Spiel mit den wenigsten Zuschauern        |
| ------------- | ----------------------------------- | ------ | ---------- | --------------------- | ------- | ------------------------------------------------- | ----------------------------------------- |
| Buenos Aires  | Estadio Monumental (River Plate)    | 9      | 76.600     | 625.389               | 69.488  | Italien–Argentinien (1. Finalrunde) 71.712        | Italien–Österreich (2. Finalrunde) 66.695 |
| Buenos Aires  | Estadio José Amalfitani (El Fortín) | 3      | 49.300     | 124.397               | 41.466  | Spanien–Schweden (1. Finalrunde) 42.132           | Österreich–Spanien (1. Finalrunde) 40.841 |
| Córdoba       | Estadio Olímpico Chateau Carreras   | 8      | 46.800     | 237.170               | 29.646  | BR Deutschland–Niederlande (2. Finalrunde) 40.750 | Schottland–Iran (1. Finalrunde) 7938      |
| Mar del Plata | Estadio Mundialista                 | 6      | 42.700     | 194.594               | 32.432  | Italien–Frankreich (1. Finalrunde) 42.373         | Frankreich–Ungarn (1. Finalrunde) 23.127  |
| Mendoza       | Estadio Ciudad de Mendoza           | 6      | 44.000     | 202.838               | 33.806  | Brasilien–Polen (2. Finalrunde) 39.586            | Niederlande–Peru (1. Finalrunde) 28.125   |
| Rosario       | Estadio Gigante de Arroyito         | 6      | 40.600     | 161.403               | 26.901  | Argentinien–Brasilien (2. Finalrunde) 37.326      | Polen–Tunesien (1. Finalrunde) 9624       |

## Qualifikation
Folgende Mannschaften konnten sich für die WM 1978 qualifizieren:

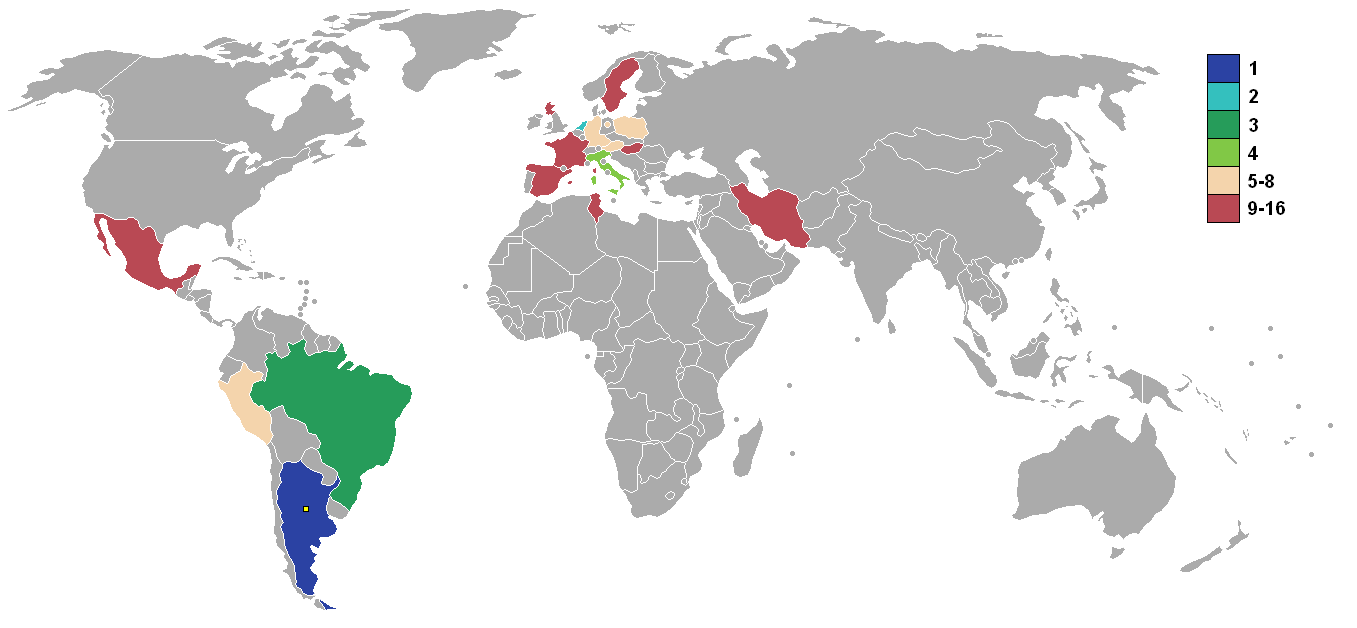
Weltkarte der Teilnehmer mit deren Platzierungen

| 10 aus Europa                  | BR Deutschland | Frankreich | Italien  | Niederlande | Österreich |
|                                | Polen          | Schottland | Schweden | Spanien     | Ungarn     |
| 03 aus Südamerika              | Argentinien    | Brasilien  | Peru     |             |            |
| 01 aus Nord- und Mittelamerika | Mexiko         |            |          |             |            |
| 01 aus Afrika                  | Tunesien       |            |          |             |            |
| 01 aus Asien                   | Iran           |            |          |             |            |

## Auslosung
- Gesetzte Mannschaften: Argentinien • Italien • BR Deutschland • Brasilien • Niederlande
- Topf 1: Polen • Schottland • Spanien
- Topf 2: Schweden • Ungarn
- Topf 3: Mexiko • Peru
- Topf 4: Frankreich • Österreich • Iran • Tunesien

Schon vor dem Beginn der Auslosung stand eine Spielpaarung bereits fest. Gastgeber Argentinien (Position 1) trifft in Gruppe 1 in seinem letzten Gruppenspiel auf Italien (Position 4). Dies geschah aus rein kommerziellen Gründen, da sehr viele Argentinier italienischer Abstammung sind und die Argentinien-Gruppe in den größten Stadien spielte. Der Titelverteidiger Deutschland wurde in Gruppe 2 für das Eröffnungsspiel gesetzt (Position 6). Rekordweltmeister Brasilien kam in Gruppe 3 (Position 12) und Vizeweltmeister Niederlande in Gruppe 4 (Position 13).
- Zunächst wurden drei europäische Mannschaften aus Lostopf 1 gezielt auf die Gruppen 2 bis 4 verteilt.
- Der Topf 2 enthielt zwei europäische Mannschaften, die gezielt den Gruppen von Argentinien und Brasilien zugelost wurden.
- Der Lostopf 3 enthielt nur zwei amerikanische Mannschaften, die gezielt den Gruppen 2 und 4 zugelost wurden. Dadurch wurde verhindert, dass zwei amerikanische Mannschaften in einer Gruppe spielten.
- Zum Schluss wurde jeder der vier Gruppen eine Mannschaft aus Topf 4 frei zugelost.[12]

| Gruppe 1       | Gruppe 2          | Gruppe 3       | Gruppe 4        |
| -------------- | ----------------- | -------------- | --------------- |
| 1: Argentinien | 5: Polen          | 09: Österreich | 13: Niederlande |
| 2: Ungarn      | 6: BR Deutschland | 10: Spanien    | 14: Iran        |
| 3: Frankreich  | 7: Tunesien       | 11: Schweden   | 15: Peru        |
| 4: Italien     | 8: Mexiko         | 12: Brasilien  | 16: Schottland  |

Für Informationen zu den einzelnen Gruppen und Kadern der Mannschaften auf den jeweiligen Link klicken.

## Modus
Der Austragungsmodus war der gleiche wie schon bei der WM 1974. 16 Mannschaften spielten in vier Vierergruppen. Die Gruppensieger und Gruppenzweiten zogen in die zweite Finalrunde ein. Dort wurde in zwei Vierergruppen gespielt. Die beiden Gruppensieger bestritten das Finale und die beiden Gruppenzweiten spielten um den 3. Platz.

## Erste Runde

### Gruppe 1
| Pl. | Land        | Sp. | S | U | N | Tore    | Diff. | Punkte |
| --- | ----------- | --- | - | - | - | ------- | ----- | ------ |
| 1.  | Italien     | 3   | 3 | 0 | 0 | 006:200 | +4    | 06:0   |
| 2.  | Argentinien | 3   | 2 | 0 | 1 | 004:300 | +1    | 04:20  |
| 3.  | Frankreich  | 3   | 1 | 0 | 2 | 005:500 | ±0    | 02:40  |
| 4.  | Ungarn      | 3   | 0 | 0 | 3 | 003:800 | −5    | 0:60   |

|                                                             |   |             |           |
| 02. Juni 1978 um 13:45 Uhr (17:45 Uhr MEZ) in Mar del Plata |   |             |           |
| Frankreich                                                  | – | Italien     | 1:2 (1:1) |
| 02. Juni 1978 um 19:15 Uhr (23:15 Uhr MEZ) in Buenos Aires  |   |             |           |
| Ungarn                                                      | – | Argentinien | 1:2 (1:1) |
| 06. Juni 1978 um 13:45 Uhr (17:45 Uhr MEZ) in Mar del Plata |   |             |           |
| Italien                                                     | – | Ungarn      | 3:1 (2:0) |
| 06. Juni 1978 um 19:15 Uhr (23:15 Uhr MEZ) in Buenos Aires  |   |             |           |
| Argentinien                                                 | – | Frankreich  | 2:1 (1:0) |
| 10. Juni 1978 um 13:45 Uhr (17:45 Uhr MEZ) in Mar del Plata |   |             |           |
| Frankreich                                                  | – | Ungarn      | 3:1 (3:1) |
| 10. Juni 1978 um 19:15 Uhr (23:15 Uhr MEZ) in Buenos Aires  |   |             |           |
| Italien                                                     | – | Argentinien | 1:0 (0:0) |

Zum Auftakt der Gruppe 1 hatten die erstmals seit 1966 in einer WM-Endrunde stehenden Franzosen trotz eines Blitzstarts in Mar del Plata mit 1:2 gegen die Italiener das Nachsehen. Das von Bernard Lacombe in der ersten Spielminute erzielte 1:0 genügte nicht, da die Italiener das Spiel dank des ersten WM-Endrundentreffers von Paolo Rossi und eines weiteren Tores von Zaccarelli noch gewinnen konnten. Argentiniens Auftaktspiel im Monumentalstadion endete mit einem 2:1-Erfolg gegen die Ungarn, die das Spiel nach Platzverweisen von Tibor Nyilasi und Töröcsik nur mit neun Mann beendeten. Bereits im nächsten Gruppenspiel gegen Italien ereilte die Ungarn das Aus. Nach einem 2:1-Sieg der Argentinier in ihrem zweiten Gruppenspiel gegen die Equipe Tricolore standen die Gastgeber und Italien bereits vor dem letzten Gruppenspieltag in der zweiten Finalrunde. Im abschließenden Aufeinandertreffen der beiden Mannschaften sicherten sich die Italiener nach einem in der 67. Minute erzielten Treffer Roberto Bettegas den Gruppensieg. Als Konsequenz mussten die im Endklassement nun zweitplatzierten Argentinier in der zweiten Runde im relativ kleinen Stadion von Rosario antreten, während Italien nun dreimal im Estadio Monumental spielen durfte. Im sportlich bedeutungslosen anderen Spiel des letzten Spieltags siegten die Franzosen mit 3:1 über die Ungarn. Kurioserweise musste die Mannschaft um Michel Platini in kurzfristig organisierten, grün-weiß längsgestreiften Trikots des damaligen argentinischen Zweitligisten Kimberley de Mar del Plata auflaufen, da sowohl Frankreich als auch Ungarn in Weiß spielen wollten. Die FIFA hatte für Frankreich blau angeordnet, die Franzosen hatten jedoch keine blauen Trikots mehr dabei. Das Spiel konnte aufgrund dieser logistischen Fehlplanung erst mit 40-minütiger Verspätung beginnen. In der Folge wurde festgestellt, dass sowohl das französische Team, dem eine Geldstrafe drohte (es gab letztlich nur einen strengen Verweis), als auch Schiedsrichter Coelho schuld waren (dieser hätte eine halbe Stunde vor Spielbeginn die Trikotfarben prüfen müssen).

### Gruppe 2
| Pl. | Land           | Sp. | S | U | N | Tore    | Diff. | Punkte |
| --- | -------------- | --- | - | - | - | ------- | ----- | ------ |
| 1.  | Polen          | 3   | 2 | 1 | 0 | 004:100 | +3    | 05:10  |
| 2.  | BR Deutschland | 3   | 1 | 2 | 0 | 006:000 | +6    | 04:20  |
| 3.  | Tunesien       | 3   | 1 | 1 | 1 | 003:200 | +1    | 03:30  |
| 4.  | Mexiko         | 3   | 0 | 0 | 3 | 002:120 | −10   | 0:60   |

|                                                            |   |                |           |
| 01. Juni 1978 um 15:00 Uhr (19:00 Uhr MEZ) in Buenos Aires |   |                |           |
| BR Deutschland                                             | – | Polen          | 0:0       |
| 02. Juni 1978 um 16:45 Uhr (20:45 Uhr MEZ) in Rosario      |   |                |           |
| Tunesien                                                   | – | Mexiko         | 3:1 (0:1) |
| 06. Juni 1978 um 16:45 Uhr (20:45 Uhr MEZ) in Córdoba      |   |                |           |
| Mexiko                                                     | – | BR Deutschland | 0:6 (0:4) |
| 06. Juni 1978 um 16:45 Uhr (20:45 Uhr MEZ) in Rosario      |   |                |           |
| Polen                                                      | – | Tunesien       | 1:0 (1:0) |
| 10. Juni 1978 um 16:45 Uhr (20:45 Uhr MEZ) in Córdoba      |   |                |           |
| Tunesien                                                   | – | BR Deutschland | 0:0       |
| 10. Juni 1978 um 16:45 Uhr (20:45 Uhr MEZ) in Rosario      |   |                |           |
| Mexiko                                                     | – | Polen          | 1:3 (0:1) |

Das Eröffnungsspiel des Turniers zwischen Titelverteidiger Deutschland und dem WM-Dritten von 1974, Polen, endete 0:0. In der vor weniger als 20 000 Zuschauern in Rosario ausgetragenen zweiten Partie des ersten Spieltags siegte Tunesien mit 3:1 gegen die favorisierten Mexikaner. Es war der erste WM-Endrundensieg einer afrikanischen Mannschaft überhaupt und blieb bis 2018 auch Tunesiens letzter im Rahmen eines WM-Turniers. Gegen die Mexikaner konnten im Folgenden auch die Deutschen gewinnen, die die Mittelamerikaner in ihrem zweiten Gruppenspiel in Córdoba klar mit 6:0 bezwangen. Karl-Heinz Rummenigge erzielte in dieser Partie seine ersten zwei von im Laufe seiner Karriere insgesamt neun erzielten WM-Endrundentreffern. Auch die Polen kamen in ihrem zweiten Match zu zwei Punkten. Beim 1:0 traf Grzegorz Lato, der Torschützenkönig der WM 1974, vor einer weiteren Minuskulisse in Rosario. Nach dem etwas durchwachsenen Auftakt gelang den Osteuropäern mit einem 3:1 gegen Mexiko im letzten Gruppenspiel schließlich der Gruppensieg. Dabei profitierte Polen vom 0:0 der deutschen Mannschaft gegen die auch am letzten Spieltag gut agierenden Tunesier. Die deutsche Nationalelf konnte nicht an die eigene gute Leistung gegen Mexiko anknüpfen. Torhüter Sepp Maier sicherte seiner Mannschaft mit einigen Paraden die nächste Runde.

### Gruppe 3
| Pl. | Land       | Sp. | S | U | N | Tore    | Diff. | Punkte |
| --- | ---------- | --- | - | - | - | ------- | ----- | ------ |
| 1.  | Österreich | 3   | 2 | 0 | 1 | 003:200 | +1    | 04:20  |
| 2.  | Brasilien  | 3   | 1 | 2 | 0 | 002:100 | +1    | 04:20  |
| 3.  | Spanien    | 3   | 1 | 1 | 1 | 002:200 | ±0    | 03:30  |
| 4.  | Schweden   | 3   | 0 | 1 | 2 | 001:300 | −2    | 01:50  |

|                                                                    |   |            |           |
| 03. Juni 1978 um 13:45 Uhr (17:45 Uhr MEZ) in Buenos Aires (Vélez) |   |            |           |
| Spanien                                                            | – | Österreich | 1:2 (1:1) |
| 03. Juni 1978 um 13:45 Uhr (17:45 Uhr MEZ) in Mar del Plata        |   |            |           |
| Schweden                                                           | – | Brasilien  | 1:1 (1:1) |
| 07. Juni 1978 um 13:45 Uhr (17:45 Uhr MEZ) in Buenos Aires (Vélez) |   |            |           |
| Österreich                                                         | – | Schweden   | 1:0 (1:0) |
| 07. Juni 1978 um 13:45 Uhr (17:45 Uhr MEZ) in Mar del Plata        |   |            |           |
| Brasilien                                                          | – | Spanien    | 0:0       |
| 11. Juni 1978 um 13:45 Uhr (17:45 Uhr MEZ) in Buenos Aires (Vélez) |   |            |           |
| Schweden                                                           | – | Spanien    | 0:1 (0:0) |
| 11. Juni 1978 um 13:45 Uhr (17:45 Uhr MEZ) in Mar del Plata        |   |            |           |
| Brasilien                                                          | – | Österreich | 1:0 (1:0) |

Die brasilianische Mannschaft wusste in der Ersten Finalrunde von 1978 noch nicht zu überzeugen. Dem vor der WM hochgehandelten brasilianischen Offensivspieler Zico gelang es nicht, die in ihn gesetzten Hoffnungen zu rechtfertigen. Roberto Rivelino, ein Star der brasilianischen Mannschaften von 1970 und 1974, verlor nach dem ersten Spiel gegen Schweden seinen Stammplatz bei den Brasilianern. In jener Partie kamen die Brasilianer zu einem 1:1. Dabei wurde ihnen ein in ihren Augen eigentlich reguläres Tor nach Eckstoß in der Schlusssekunde aberkannt. Schiedsrichter Thomas aus Wales entschied zur Verärgerung der Südamerikaner, dass der Treffer nach seinem finalen Pfiff gefallen sei. Die anschließenden Proteste der brasilianischen Spieler brachten nichts ein. Im zweiten Gruppenspiel erzielte Brasilien ein 0:0 gegen Spanien. Das Weiterkommen des dreimaligen Weltmeisters sicherte erst ein 1:0-Erfolg über die zu diesem Zeitpunkt schon für die nächste Runde qualifizierten Österreicher in Mar del Plata. Diese hatten in der Qualifikation die DDR ausgeschaltet und waren für einige außenstehende Beobachter die Überraschungsmannschaft in der Gruppe 3. So konnten sie an den ersten beiden Spieltagen der Ersten Finalrunde die vor dem Turnier von einigen Beobachtern höher eingeschätzten Spanier und Schweden jeweils knapp besiegen. Maßgeblichen Anteil am Erfolg der Österreicher hatte deren Torjäger Hans Krankl von Rapid Wien, der sowohl beim 2:1 zum Auftakt gegen die Iberer als auch beim 1:0 gegen die Skandinavier im folgenden Gruppenspiel den Siegtreffer erzielte. Für die Schweden um Torhüter Ronnie Hellström blieb in dieser Gruppe am Ende nur Platz vier, da sie auch das letzte Gruppenspiel gegen Spanien verloren. Spanien, Gastgeber der nächsten Weltmeisterschaft im Jahr 1982, rangierte am Ende auf Platz drei der Gruppe, die Österreich trotz der Niederlage gegen Brasilien als Gruppensieger vor den Brasilianern abschloss.

### Gruppe 4
| Pl. | Land        | Sp. | S | U | N | Tore    | Diff. | Punkte |
| --- | ----------- | --- | - | - | - | ------- | ----- | ------ |
| 1.  | Peru        | 3   | 2 | 1 | 0 | 007:200 | +5    | 05:10  |
| 2.  | Niederlande | 3   | 1 | 1 | 1 | 005:300 | +2    | 03:30  |
| 3.  | Schottland  | 3   | 1 | 1 | 1 | 005:600 | −1    | 03:30  |
| 4.  | Iran        | 3   | 0 | 1 | 2 | 002:800 | −6    | 01:50  |

|                                                       |   |             |           |
| 03. Juni 1978 um 16:45 Uhr (20:45 Uhr MEZ) in Córdoba |   |             |           |
| Peru                                                  | – | Schottland  | 3:1 (1:1) |
| 03. Juni 1978 um 16:45 Uhr (20:45 Uhr MEZ) in Mendoza |   |             |           |
| Iran                                                  | – | Niederlande | 0:3 (0:1) |
| 07. Juni 1978 um 16:45 Uhr (20:45 Uhr MEZ) in Córdoba |   |             |           |
| Schottland                                            | – | Iran        | 1:1 (1:0) |
| 07. Juni 1978 um 16:45 Uhr (20:45 Uhr MEZ) in Mendoza |   |             |           |
| Niederlande                                           | – | Peru        | 0:0       |
| 11. Juni 1978 um 16:45 Uhr (20:45 Uhr MEZ) in Córdoba |   |             |           |
| Peru                                                  | – | Iran        | 4:1 (3:1) |
| 11. Juni 1978 um 16:45 Uhr (20:45 Uhr MEZ) in Mendoza |   |             |           |
| Schottland                                            | – | Niederlande | 3:2 (1:1) |

Die Schotten um Trainer Ally McLeod reisten mit großen Hoffnungen nach Argentinien, nachdem sie sich in der Qualifikation gegen Europameister ČSSR hatten durchsetzen können. Zu Beginn des Turniers mussten sie aber zwei Enttäuschungen hinnehmen. Gegen die Peruaner gab es am ersten Spieltag der Gruppe 4 eine 1:3-Niederlage. Dabei überragte Perus Star Teófilo Cubillas, dem unter anderem ein Freistoßtor zum 3:1 glückte. Am zweiten Spieltag erreichten die Schotten gegen WM-Neuling Iran lediglich ein 1:1-Unentschieden. Für die Qualifikation zur Zweiten Finalrunde benötigte die schottische Nationalmannschaft nun einen hohen Sieg gegen die Niederlande. Die von Ernst Happel trainierten und bei dieser Weltmeisterschaft ohne Johan Cruyff angetretenen Niederländer hatten ihren Auftakt gegen die Iraner mit 3:0 gewonnen und anschließend gegen Peru ein 0:0 erreicht. Trotz eines Führungstores durch Rob Rensenbrink per Elfmeter, dem 1000. Tor der WM-Endrunden-Geschichte, lagen sie gegen Schottland im abschließenden Gruppenspiel zwischenzeitlich mit 1:3 zurück. Schottlands Archie Gemmill gelangen in dieser Partie zwei Tore, darunter ein sehenswertes zur 3:1-Führung. Ein weiteres schottisches Tor hätte zu diesem Zeitpunkt das frühe niederländische Aus bedeutet. Doch Johnny Rep erzielte für die Niederlande den 2:3-Anschlusstreffer in der 72. Minute und besiegelte damit stattdessen das frühe Ausscheiden Schottlands. Die Niederlande platzierten sich im Endklassement hinter den Peruanern auf Rang zwei. Peru besiegte zum Abschluss den Iran mit 4:1. Perus Cubillas gelangen in den drei Vorrundenspielen insgesamt fünf Treffer, womit er sich vorübergehend an die Spitze der Torjägerwertung setzen konnte.

## Zweite Runde

### Gruppe A
| Pl. | Land           | Sp. | S | U | N | Tore    | Diff. | Punkte |
| --- | -------------- | --- | - | - | - | ------- | ----- | ------ |
| 1.  | Niederlande    | 3   | 2 | 1 | 0 | 009:400 | +5    | 05:10  |
| 2.  | Italien        | 3   | 1 | 1 | 1 | 002:200 | ±0    | 03:30  |
| 3.  | BR Deutschland | 3   | 0 | 2 | 1 | 004:500 | −1    | 02:40  |
| 4.  | Österreich     | 3   | 1 | 0 | 2 | 004:800 | −4    | 02:40  |

|                                                            |   |                |           |
| 14. Juni 1978 um 13:45 Uhr (17:45 Uhr MEZ) in Córdoba      |   |                |           |
| Österreich                                                 | – | Niederlande    | 1:5 (0:3) |
| 14. Juni 1978 um 13:45 Uhr (17:45 Uhr MEZ) in Buenos Aires |   |                |           |
| BR Deutschland                                             | – | Italien        | 0:0       |
| 18. Juni 1978 um 16:45 Uhr (20:45 Uhr MEZ) in Córdoba      |   |                |           |
| Niederlande                                                | – | BR Deutschland | 2:2 (1:1) |
| 18. Juni 1978 um 16:45 Uhr (20:45 Uhr MEZ) in Buenos Aires |   |                |           |
| Italien                                                    | – | Österreich     | 1:0 (1:0) |
| 21. Juni 1978 um 13:45 Uhr (17:45 Uhr MEZ) in Córdoba      |   |                |           |
| Österreich                                                 | – | BR Deutschland | 3:2 (0:1) |
| 21. Juni 1978 um 13:45 Uhr (17:45 Uhr MEZ) in Buenos Aires |   |                |           |
| Niederlande                                                | – | Italien        | 2:1 (0:1) |

Italien, Deutschland, Österreich und die Niederlande hatten sich für diese im Monumentalstadion von Buenos Aires und in Córdoba ausgetragene Zwischenrundengruppe qualifiziert, die damit zu einer rein europäischen Angelegenheit wurde. Die italienische Mannschaft startete mit einem 0:0 gegen die Bundesrepublik, worauf am zweiten Spieltag ein italienischer 1:0-Sieg gegen die Österreicher folgte, die zuvor bereits den Niederländern deutlich mit 1:5 unterlegen waren.
Am zweiten Spieltag der Gruppe A kam es außerdem zur Neuauflage des WM-Endspiels von 1974 zwischen der Bundesrepublik Deutschland und den Niederlanden. Die deutsche Nationalmannschaft ging zwischenzeitlich zweimal durch Rüdiger Abramczik und Dieter Müller in Führung. Sechs Minuten vor dem Ende der regulären Spielzeit gelang René van de Kerkhof der Ausgleich zum 2:2-Endstand. Damit war ein deutscher Finaleinzug vor dem letzten Spieltag unwahrscheinlich. Nur ein relativ hoher Sieg der Deutschen über die schon ausgeschiedenen Österreicher bei einem gleichzeitigen Remis zwischen Italien und Holland hätte den Titelverteidiger doch noch ins Endspiel bringen können.
In der sogenannten Schmach von Córdoba der DFB-Elf gegen Österreich – in Österreich verständlicherweise als „Wunder von Córdoba“ bezeichnet – kam es im letzten WM-Spiel unter der Ägide des Bundestrainers Helmut Schön zu einer 2:3-Niederlage der Deutschen. Es war Österreichs erster Sieg über eine deutsche Mannschaft in einem offiziellen Länderspiel seit 47 Jahren. Zwei Tore, darunter das entscheidende 3:2, erzielte „Goleador“ Hans Krankl, der daraufhin von seinen Landsleuten und insbesondere vom österreichischen Rundfunk-Reporter Edi Finger in einer legendären Berichterstattung („I wer’ narrisch“) gefeiert wurde. Das Tor zum 1:1-Ausgleich für Österreich verursachte der spätere deutsche Bundestrainer Berti Vogts per Eigentor.
Den Gruppensieg und die Finalteilnahme sicherten sich schließlich Ernst Happels Niederländer. Beim 2:1 gegen Italien in Buenos Aires waren die Azzurri vorerst dominierend, Paolo Rossi war kaum zu halten bzw. war sein Bewacher Johan Neeskens nicht immer im Bilde. Bei seinem Eigentor in der 19. Minute rannte Ernie Brandts auch noch Tormann Piet Schrijvers nieder, sodass dieser durch Jan Jongbloed ersetzt werden musste. Bis zur Pause belagerte die Squadra Azzurra pausenlos das Tor von Jongbloed. Brandts erzielte zu Beginn der zweiten Halbzeit mit einem Distanzschuss den Ausgleich in einer Drangperiode der Niederlande. Die Entscheidung besorgte Arie Haan, der ähnlich wie zuvor beim 1:1 gegen Deutschland mit einem Fernschuss aus annähernd 30 Metern Italiens Keeper Dino Zoff bezwang. Die Niederländer standen damit zum zweiten Mal hintereinander in einem WM-Endspiel.

### Gruppe B
| Pl. | Land        | Sp. | S | U | N | Tore    | Diff. | Punkte |
| --- | ----------- | --- | - | - | - | ------- | ----- | ------ |
| 1.  | Argentinien | 3   | 2 | 1 | 0 | 008:000 | +8    | 05:10  |
| 2.  | Brasilien   | 3   | 2 | 1 | 0 | 006:100 | +5    | 05:10  |
| 3.  | Polen       | 3   | 1 | 0 | 2 | 002:500 | −3    | 02:40  |
| 4.  | Peru        | 3   | 0 | 0 | 3 | 000:100 | −10   | 0:60   |

|                                                       |   |             |           |
| 14. Juni 1978 um 16:45 Uhr (20:45 Uhr MEZ) in Mendoza |   |             |           |
| Brasilien                                             | – | Peru        | 3:0 (1:0) |
| 14. Juni 1978 um 19:15 Uhr (23:15 Uhr MEZ) in Rosario |   |             |           |
| Polen                                                 | – | Argentinien | 0:2 (0:1) |
| 18. Juni 1978 um 13:45 Uhr (17:45 Uhr MEZ) in Mendoza |   |             |           |
| Peru                                                  | – | Polen       | 0:1 (0:0) |
| 18. Juni 1978 um 19:15 Uhr (23:15 Uhr MEZ) in Rosario |   |             |           |
| Argentinien                                           | – | Brasilien   | 0:0       |
| 21. Juni 1978 um 16:45 Uhr (20:45 Uhr MEZ) in Mendoza |   |             |           |
| Brasilien                                             | – | Polen       | 3:1 (1:1) |
| 21. Juni 1978 um 19:15 Uhr (23:15 Uhr MEZ) in Rosario |   |             |           |
| Peru                                                  | – | Argentinien | 0:6 (0:2) |

In der Zwischenrundengruppe B standen die südamerikanischen Mannschaften und Polen. Gespielt wurde in Rosario und Mendoza. Die Argentinier siegten zum Auftakt mit 2:0 gegen Polen. Bei diesem Erfolg traf der spätere Torschützenkönig Mario Kempes erstmals im Turnierverlauf. Er erzielte die beiden argentinischen Treffer, verursachte mit einem Handspiel auf der Torlinie aber auch einen polnischen Elfmeter, den Kazimierz Deyna in der 38. Minute beim Stande von 0:1 aus polnischer Sicht jedoch nicht gegen Argentiniens Schlussmann Ubaldo Fillol verwandeln konnte. Brasilien gewann zunächst gegen die Peruaner. Die peruanische Mannschaft unterlag auch im zweiten Gruppenspiel den Polen. Die Partie zwischen den Gastgebern und Brasilien endete mit einem 0:0-Unentschieden. César Luis Menottis Team war damit gegenüber den Brasilianern ins Hintertreffen geraten, da Letztere vor den entscheidenden Spielen über die bessere Tordifferenz verfügten. Brasilien gewann auch seine letzte Partie gegen die Polen mit 3:1.
Somit brauchte Argentinien zum Erreichen des Finales einen Sieg mit mindestens vier Toren Unterschied gegenüber den schon ausgeschiedenen Peruanern, den es in Rosario mit einem 6:0-Sieg auch erreichte.
Die Umstände dieses Triumphs, bei dem Kempes erneut zweimal ins Tor traf, sind bis heute umstritten. Zum einen verwunderte viele die Tatsache, dass das Spiel erst nach Abpfiff der Begegnung zwischen Brasilien und Polen angesetzt wurde, vermeintlich, damit die Argentinier wussten, welches Ergebnis sie zum Weiterkommen benötigten. Zum anderen hält sich bis heute der Verdacht, die argentinische Militärjunta hätte den hohen Sieg mit eventuellen Getreidelieferungen an den peruanischen Staat erkauft.
Im Buch „Wir waren Weltmeister“ von Ricardo Gotta berichten peruanische Nationalspieler von Anrufen ihres Staatschefs Francisco Morales Bermúdez sowie von einem gemeinsamen Besuch von Videla und US-Außenminister Henry Kissinger in ihrer Kabine. Dem Verteidiger José Velazquez kam das „ziemlich komisch vor, da wurde Druck ausgeübt“.
Torwart Ramón Quiroga, ein gebürtiger Argentinier, hatte beim 6:0 keinen guten Tag und sagte später, er sei sich „sicher, dass mancher etwas genommen hat. Wir haben seltsame Dinge gesehen.“ Argentinien zog damit erstmals seit 1930 in ein WM-Finale ein. Brasilien kam ins Spiel um Platz 3.

## Finalrunde

### Spiel um Platz 3
Brasilien gewann in der 2. Finalrunde ebenso wie der spätere Weltmeister Argentinien zwei seiner Spiele, hatte aber am Ende die um drei Tore schlechtere Tordifferenz. Nach dem bei der WM 1974 verloren gegangenen Spiel um Platz 3 gegen Polen sicherten sich die Südamerikaner dieses Mal den dritten Platz gegen Italien. Nach der 1:0-Pausenführung der Italiener durch Franco Causio wandelten die Brasilianer in der zweiten Halbzeit das Spiel innerhalb von acht Minuten durch Tore von Nelinho und Dirceu in einen 2:1-Sieg um.
|                                                            |   |           |           |
| 24. Juni 1978 um 15:00 Uhr (19:00 Uhr MEZ) in Buenos Aires |   |           |           |
| Italien                                                    | – | Brasilien | 1:2 (1:0) |

### Finale
Es war für lange Zeit (bis 2010) das letzte WM-Finale, in dem kein ehemaliger Weltmeister stand. Beide Länder hatten aber zuvor schon ein Endspiel verloren, Argentinien das erste 1930 und die Niederlande dasjenige des vorherigen Turniers.
Das Finale verlief in einer hitzigen Atmosphäre. Bei der Anfahrt zum Stadion kam der niederländische Bus aufgrund von Massenaufläufen einheimischer Passanten nur mühsam voran, nachdem dieser durch problematische Stadtviertel geleitet wurde. Die Niederländer warfen den Argentiniern Spielverzögerung vor, da sich diese durch ihren Kapitän Daniel Passarella vor dem Spiel beim Schiedsrichter über die Zulässigkeit einer Gipsmanschette beschwerten, die René van de Kerkhof an seinem Handgelenk trug. Van de Kerkhof hatte sich schon im ersten Spiel gegen das iranische Team einen Bruch in der Hand zugezogen, sodass er in den weiteren Spielen mit der Manschette aufgelaufen war. Schiedsrichter Sergio Gonella beorderte van de Kerkhof zurück in die Kabine. Trainer Ernst Happel schickte darauf seine gesamte Mannschaft zurück in die Katakomben. Erst nachdem die Manschette mit weichem Stoff und Tapeverband umhüllt worden war, zeigte Gonella ein Einsehen und van de Kerkhof durfte doch auflaufen. Mario Kempes traf als erster, bevor Dick Nanninga kurz vor Spielende noch ausgleichen konnte. Rob Rensenbrink scheiterte danach am Pfosten. In der Verlängerung trafen Kempes und Bertoni für Argentinien. Kempes sicherte sich damit auch den Titel des Torschützenkönigs.
| Argentinien                                                              | Argentinien | Niederlande | Niederlande | Aufstellung                               |
| ------------------------------------------------------------------------ | --- | --- | ----------- | ----------------------------------------- |
| Argentinien                                                              | \| Sonntag: 25. Juni 1978 um 15:00 Uhr in Buenos Aires (Estadio Monumental) \| \| Ergebnis: 3:1 n. V. (1:1, 1:0) \| \| Zuschauer: 71.483 \| \| Schiedsrichter: Sergio Gonella ( Italien) \| \| Spielbericht \|                                         | \| Sonntag: 25. Juni 1978 um 15:00 Uhr in Buenos Aires (Estadio Monumental) \| \| Ergebnis: 3:1 n. V. (1:1, 1:0) \| \| Zuschauer: 71.483 \| \| Schiedsrichter: Sergio Gonella ( Italien) \| \| Spielbericht \|                                            | Niederlande | Aufstellung Argentinien gegen Niederlande |
| Argentinien                                                              | Ubaldo Fillol – Daniel Passarella – Jorge Olguín, Luis Galván, Alberto Tarantini – Osvaldo Ardiles (65. Omar Larrosa), Mario Kempes, Américo Gallego – Daniel Bertoni, Leopoldo Luque, Oscar Ortiz (74. René Houseman) Cheftrainer: César Luis Menotti | Jan Jongbloed – Ruud Krol – Wim Jansen (72. Wim Suurbier), Ernie Brandts, Jan Poortvliet – Willy van de Kerkhof, Arie Haan, Johan Neeskens – René van de Kerkhof, Johnny Rep (59. Dick Nanninga), Rob Rensenbrink Cheftrainer: Ernst Happel ( Österreich) | Niederlande | Aufstellung Argentinien gegen Niederlande |
| Argentinien                                                              | 1:0 Kempes (38.) 2:1 Kempes (105.) 3:1 Bertoni (115.) | 1:1 Nanninga (82.) | Niederlande | Aufstellung Argentinien gegen Niederlande |
| Argentinien                                                              | Ardiles (40.), Larrosa | Krol (15.), Suurbier (94.), Neeskens (96.) | Niederlande | Aufstellung Argentinien gegen Niederlande |
| Sonntag: 25. Juni 1978 um 15:00 Uhr in Buenos Aires (Estadio Monumental) | | |             |                                           |
| Ergebnis: 3:1 n. V. (1:1, 1:0)                                           | | |             |                                           |
| Zuschauer: 71.483                                                        | | |             |                                           |
| Schiedsrichter: Sergio Gonella ( Italien)                                | | |             |                                           |
| Spielbericht                                                             | | |             |                                           |

Bemerkung: Es war das erste Finale seit dem Zweiten Weltkrieg, in dem weder Deutschland noch Brasilien vertreten waren.

## Weltmeister Argentinien
Die Weltmeistermannschaft: Ubaldo Fillol; Luis Galván, Jorge Olguín, Daniel Passarella, Alberto Tarantini; Norberto Alonso, Osvaldo Ardiles, Américo Gallego, Omar Larrosa, Miguel Oviedo, Ricardo Villa; Daniel Bertoni, René Houseman, Mario Kempes, Leopoldo Luque, Oscar Ortiz, José Daniel Valencia.
Mario Kempes wurde zum Fußballer des Jahres in Argentinien und Südamerikas Fußballer des Jahres gewählt.

## Beste Torschützen
| Rang | Spieler               | Tore |
| ---- | --------------------- | ---- |
| 1    | Mario Kempes          | 6    |
| 2    | Teófilo Cubillas      | 5    |
|      | Rob Rensenbrink       | 5    |
| 4    | Hans Krankl           | 4    |
|      | Leopoldo Luque        | 4    |
| 6    | Johnny Rep            | 3    |
|      | Karl-Heinz Rummenigge | 3    |
|      | Roberto Dinamite      | 3    |
|      | Dirceu                | 3    |
|      | Paolo Rossi           | 3    |

| Rang | Spieler         | Tore |
| ---- | --------------- | ---- |
| 11   | Archie Gemmill  | 2    |
|      | Nelinho         | 2    |
|      | Dieter Müller   | 2    |
|      | Heinz Flohe     | 2    |
|      | Zbigniew Boniek | 2    |
|      | Ernie Brandts   | 2    |
|      | Daniel Bertoni  | 2    |
|      | Roberto Bettega | 2    |
|      | Grzegorz Lato   | 2    |
|      | Arie Haan       | 2    |

Darüber hinaus gab es 40 Spieler mit einem Treffer. Hinzu kamen drei Eigentore.